# 冠毛黏䲁
冠毛黏䲁（學名：Myxodes cristatus），為輻鰭魚綱䲁形目胎䲁科黏䲁屬的一個種，分布於東南太平洋智利中部及南部海域，深度可達50公尺，體長可達14.9公分，棲息在底中層水域，雌魚產附著性卵，雄魚會守護卵，幼魚為浮游性，生活習性不明。